# 994 Otthild
Otthild (asteroide 994) é um asteroide da cintura principal com um diâmetro de 24,42 quilómetros, a 2,2354907 UA. Possui uma excentricidade de 0,1162453 e um período orbital de 1 469,46 dias (4,02 anos).
Otthild tem uma velocidade orbital média de 18,72717104 km/s e uma inclinação de 15,39106º.
Esse asteroide foi descoberto em 18 de Março de 1923 por Karl Reinmuth.